# Харрис, Тереза
Тереза Харрис (англ. Theresa Harris; 31 декабря 1906 — 8 октября 1985) — американская актриса.
Родилась в Хьюстоне в семье Айзака и Мэйюл Харрис, который ранее были испольщиками в Луизиане. В 1920-е годы её семье переехала в Калифорнию, где она получила среднее образование, а затем обучалась в музыке в консерватории при Университете Южной Калифорнии. После её окончания Харрис некоторое время играла в театре, а в 1929 году переехала в Голливуд в надежде начать карьеру в кино.
В том же году состоялся её кинодебют в криминальной драме «Громобой». Последовавшие затем роли Харрис в кино носили второстепенный и эпизодический характер, и большинство её персонажей были горничными, официантками и певицами в баре. Её активная карьера в кино, продолжавшаяся до середины 1950-х, включает более шестидесяти ролей в таких фильмах как «Иезавель» (1938), «Женщины» (1939), «Люди-кошки» (1942), «Я гуляла с зомби» (1943), «Чудо на 34-й улице» (1947), «Из прошлого» (1947) и «Дело Тельмы Джордон» (1952).
В 1950-е годы Харрис исполнила несколько ролей на телевидении, появившись в таких сериалах как «Письмо к Лоретте» и «Альфред Хичкок представляет». В 1958 году актриса завершила свою карьеру, после чего уединилась с мужем, доктором Джорджом Робинсоном, в калифорнийском городе Инглвуд. Там она и умерла в октябре 1985 года в возрасте 78 лет.

## Избранная фильмография
| Год  |   | Русское название | Оригинальное название | Роль |
| ---- | - | ---------------- | --------------------- | ---- |
| 1933 | ф | Ранняя слава     | Morning Glory         | —    |
| 1938 | ф | Иезавель         | Jezebel               | Зетт |